# Ain't No Way (Stanley Turrentine)
Ain't No Way è un album di Stanley Turrentine, pubblicato dalla Blue Note Records solo nel 1981. Il disco fu registrato negli studi di Rudy Van Gelder a Englewood Cliffs, New Jersey (Stati Uniti), in due session registrate nel 1969 (quattro brani) e un brano nel 1968.

## Tracce
Lato A
1. Stan's Shuffle – 6:57 (Stanley Turrentine) – Registrato il 23 giugno 1969 in Englewood Cliffs (New Jersey)
2. Watch What Happens – 5:30 (Norman Gimbel, Michel Legrand) – Registrato il 23 giugno 1969 in Englewood Cliffs (New Jersey)
3. Intermission Walk – 6:39 (Tommy Turrentine) – Registrato il 23 giugno 1969 in Englewood Cliffs (New Jersey)

Lato B
1. Wave – 8:14 (Antônio Carlos Jobim) – Registrato il 23 giugno 1969 in Englewood Cliffs (New Jersey)
2. Ain't No Way – 11:02 (Aretha Franklin, Carolyn Franklin) – Registrato il 10 maggio 1968 in Englewood Cliffs (New Jersey)

## Musicisti
Brani A1, A2, A3 & B1
- Stanley Turrentine  - sassofono tenore
- McCoy Tyner  - pianoforte, pianoforte elettrico
- Gene Taylor  - basso
- Billy Cobham  - batteria

Brano B2
- Stanley Turrentine  - sassofono tenore
- Shirley Scott  - organo
- Bob Cranshaw  - pianoforte elettrico
- Jimmy Ponder  - chitarra
- Ray Lucas  - batteria